# Lee Smolin
Lee Smolin, född 1955 i New York, är teoretisk fysiker och kosmolog,  vars främsta insatser behandlar loopkvantgravitation. 
Smolin fick sin grundutbildning vid Hampshire College och Harvard University. Han har varit verksam som professor vid Pennsylvania State University och forskar för närvarande vid Perimeter Institute for Theoretical Physics i Waterloo, Ontario, Canada. Han har skrivit flera populärvetenskapliga böcker varav en finns i svensk översättning.
Smolin är väl känd bland forskare som sysslar med kvantgravitation för sin åsikt att de två huvudkandidaterna, loopkvantgravitation och strängteori, så småningom kommer att kunna samsas som olika aspekter i en och samma övergripande teori. Han förespråkar också en alternativ syn på rum och tid han kallar temporal naturalism. Men kanske är han mest känd för sina idéer om kosmologiskt naturligt urval. Här försöker han tillämpa principerna för biologisk evolution på kosmologi, och hävdar att universa tar form till förmån för produktion av svarta hål.

## Artiklar
- arXiv.org har en lista på Smolin's publikationer

## Citat
- "I am convinced that quantum mechanics is not a final theory. I believe this because I have never encountered an interpretation of the present formulation of quantum mechanics that makes sense to me. I have studied most of them in depth and thought hard about them, and in the end I still can't make real sense of quantum theory as it stands."